# 松本保美
松本 保美（まつもと やすみ、1948年 - ）は、日本の経済学者、政治学者、早稲田大学政治経済学部教授。
日本経済学会、日本経済政策学会、経営情報学会などに所属。
現在の研究テーマはコンピュータネットワークと経済、電子商取引と電子貨幣、集団的選択理論、投票方式と選挙制度など、多岐にわたる。
趣味は花の切手収集、スキー。

## 略歴
東京都出身。
- 1972年　早稲田大学政治経済学部経済学科卒業
- 1974年　同大学院経済学研究科修士課程修了
- 1982年　オックスフォード大学でPh.D取得（数理経済学）
- 麗澤大学国際経済学部教授を経て、1998年より現職

この間、セルジー＝ポントワーズ大学やポートランド州立大学の客員教授を歴任、1992年に第4回アジア太平洋賞を受賞。

## 著作
- 『コンピュータのお話 (これ以上やさしく書けない入門書)』（文眞堂）
- 『インターネット社会の経済学的考察』
- 『欧州連合（EU）における電子商取引の実態と政策』
- 『新しい選挙制度―理論とテクノロジーに裏付けられた』（木鐸社）
- 『開放ミクロ経済学のフロンティアー (早稲田大学現代政治経済研究所研究叢書 33)』（共著、早稲田大学出版部）
- 『理解しやすい政治・経済―新課程版 (シグマベスト)』（文英堂）

## 訳書
- 『経済学の再生―道徳哲学への回帰』（共訳、アマルティア・セン著、麗沢大学出版会）
- 『公共政策の基礎』（I.M.D. リトル著、木鐸社）
- 『日本のアセアン投資―その新しい潮流 要因と展望』（パスク・ポンパイチット著、文眞堂）